# Riyā'
Riyā'  (arabisch رياء, DMG riyāʾ ‚Gesehenwerdenwollen‘) ist ein missbilligender Begriff der islamischen Ethik für ostentativ zur Schau gestellte Frömmigkeit und religiöse Scheinheiligkeit, bei der gottesdienstliche Handlungen nicht für Gott und wegen ihres jenseitigen Werts ausgeführt werden, sondern um andere Menschen zu beeindrucken. Seit Hans Bauer ist es üblich, den Begriff mit „Augendienerei“" bzw. "Augendienst" zu übersetzen. Gegenbegriff zu Riyā' ist Ichlās (iḫlāṣ; „Aufrichtigkeit“, siehe dazu Sure al-Ichlās), bei der die Intention des Handelnden rein auf Gott gerichtet ist. Der Theologe as-Saiyid asch-Scharīf al-Dschurdschānī (gest. 1413) definierte Riyā' als „Unterlassung des Ichlās beim Handeln dadurch, dass man bei ihm anderes als Gott beachtet“ (tark al-iḫlāṣ fī l-ʿamal bi-mulāḥaẓat ġair Allāh fīhi). Die Ausarbeitung der Lehre vom Riyā' ist insbesondere das Verdienst der beiden Denker al-Muhāsibī (gest. 857/58) und al-Ghazālī (gest. 1111). Derjenige, der Riyā' betreibt, wird im Arabischen Murā'ī genannt.

## Wortherkunft, Übersetzungen und koranische Aussagen
Das Wort riyāʾ ist Verbalsubstantiv zum 3. Stamm der arabischen Wurzel r-ʾ-y („sehen“). Es bedeutet eigentlich das "Hinsehen auf andere mit dem Wunsch, von ihnen beachtet und hochgeschätzt zu werden", wird aber auch mit "Augendienerei", "Heuchelei", "Scheinheiligkeit" oder "Gefallsucht" übersetzt. Julian Obermann bevorzugte die sinngemäße Übersetzung mit "der religiöse Schein". Hans Wehr gibt die Bedeutung des zugrundeliegenden Verbs mit „so handeln, dass die Leute es sehen; Augendienerei treiben“ an.
Der Ausdruck kommt in etwas veränderter Orthographie (riʾāʾ) auch drei Mal im Koran vor, und zwar jeweils in der Zusammenstellung riʾāʾ al-nās ("Hinsehen auf die Leute"). So werden in Sure 2:264 und 4:38 diejenigen gegeißelt, die ihr Vermögen für Almosen spenden, „um von den Leuten gesehen zu werden“ (riʾāʾ al-nās), und in Sure 8:47 solche Personen, die überheblich, und „um von den Leuten gesehen zu werden“ (riʾāʾ al-nās), aus ihren Wohnungen ausgezogen sind.
Das Verb, von dem das Verbalsubstantiv Riyā' abgeleitet ist, wird außerdem noch an zwei Stellen im Koran im Zusammenhang mit dem Gebet verwendet, nämlich
- in dem frühen Koranwort Sure 107:4-6: "Wehe den Betenden, die auf ihr Gebet nicht achten, die nur gesehen werden wollen (allaḏīn hum yurāʾūna)" und
- in dem auf die Munāfiqūn gemünzten Koranwort Sure 4:142: "Siehe, die Heuchler möchten Gott täuschen, doch er täuscht sie. Und wenn sie sich zum Gebet aufstellen, tun sie es nachlässig, wobei sie von den Leuten gesehen werden wollen (yurāʾūna n-nās), und sie gedenken Gottes dabei nur wenig."

## Geschichte

### Die Überlieferungen von Schaddād ibn Aus und anderen frühen Muslimen
Unter den frühen Muslimen hat sich insbesondere der zu den Ansār gehörende Prophetengefährte Schaddād ibn Aus (gest. 677) zum Riyā' geäußert. Kurz vor seinem Tod soll er gesagt haben: "Das, was ich für Euch am meisten fürchte, ist der Riyā' und die versteckte Begierde (aš-šahwa al-ḫafīya)." Yaʿlā, der Sohn von Schaddād ibn Aus, überlieferte von seinem Vater die Aussage, dass er und die Seinen in der Zeit des Gottesgesandten Riyā' mit „kleinem Schirk“ (širk aṣġar)", also Götzendienst, gleichgesetzt hätten. Schaddād wird auch mit folgendem Prophetenwort zitiert: "Wer fastet und dies zur Schau stellt, betreibt Schirk. Wer das Ritualgebet verrichtet und dies zur Schau stellt, betreibt Schirk. Wer Almosen gibt und dies zur Schau stellt, betreibt Schirk." In einer anderen Tradition zitiert er den Propheten mit der Aussage: "Das, was ich für meine Umma am meisten fürchte, ist der Riyā'". Eine etwas erweiterte Tradition lässt Schaddād ibn Aus sagen:

„Ich sah den Propheten weinen und fragte ihn: ‚Was bringt dich zum weinen, o Gottesgesandter?‘ Er antwortete: ‚Ich befürchte für meine Umma den Schirk. Sie beten zwar weder ein Götzenbild, noch Sonne und Mond, noch einen Stein an, aber sie stellen ihre Werke zur Schau.‘“

Der Koranexeget Mudschāhid ibn Dschabr (gest. 722) meinte, dass sich auch die Aussage in Sure 35:10: „Diejenigen aber, die böse Ränke schmieden, haben (dereinst) eine schwere Strafe zu erwarten. Und aus ihren Ränken wird nichts.“ auf die Leute des Riyā' beziehe. ʿIkrima (gest. 723), der Klient von ʿAbdallāh ibn ʿAbbās lehrte, dass Gott den Menschen nicht für sein Werk, sondern für seine Intention belohne, weil es bei der Intention keinen Riyā' gebe. Qatāda ibn Diʿāma (gest. 736) soll gesagt haben: „Wenn der Mensch Riyā' betreibt, dann sagt Gott: "Schaut auf meinen Knecht. Er treibt Spott mit mir.“
An der Entwicklung der Idee der notwendigen Vermeidung von Riyā' nahmen auch die frühen Sufis teil. Der kufische Gelehrte Sufyān ath-Thaurī (gest. 778) soll anerkannt haben, dass er die Feinheiten des Riyā' niemals erkannt hätte, wenn Abū Hāschim as-Sūfī sie ihm nicht kundgetan hätte. Dieser Abū Hāschim war angeblich der erste, der den Beinamen aṣ-Ṣūfī trug.

### Textliche Ausarbeitungen des Konzepts

#### al-Muhāsibī
Die erste ausführliche Analyse des Konzepts stammt von al-Hārith al-Muhāsibī (gest. 857/58), einem der älteren Schüler von al-Dschunaid. Er widmete dem Riyā' ein ganzes Kapitel in seinem Werk ar-Riʿāya li-ḥuqūq Allāh („Die Sorge um die Rechte Gottes“). Dieses Kapitel ist in 43 Abschnitte unterteilt, die sich auf 79 Traditionen stützen. Riyā' definiert er dabei als "die Ausrichtung des Menschen auf die Menschen beim Gehorsam gegenüber seinem Herrn (irādat al-ʿabd al-ʿibād bi-ṭāʿat rabbi-hī) bzw. die „Ausrichtung auf die Geschöpfe beim Gehorsam gegenüber Gott“ (irādat al-maḫlūqīn bi-ṭāʿat Allāh). Scharfsinnig psychologisierend brandmarkt er die unterschiedlichen Manifestationen falscher Frömmigkeit. Seine Kritik richtet sich dabei vor allem gegen die Klasse der „Koranleser“ (qurrāʾ), denen er vorwarf, Lob für religiöse Handlungen einheimsen zu wollen.
Al-Muhāsibī erklärt, dass derjenige, der seine große Bedürftigkeit nach reinen guten Handlungen bei der Auferstehung kenne, von seinem Herzen dazu gedrängt gewerde, sich vor Riyā' in Acht zu nehmen. Der Vernunftbegabte werde von seiner Vernunft dazu gedrängt, sich vor Riyā' und Affektiertheit gegenüber Menschen in Acht zu nehmen und allein nach Gott zu streben, damit sein Wissen und Werk allein auf ihn gerichtet sind. Ein Hadīth qudsī, den al-Muhāsibī zitiert, besagt, dass Gott kein Werk annehme, in dem sich auch nur das Gewicht eines Senfkorns an Riyā' befinde.
Die Tatsache, dass die Unterlassung des Augendienstes Voraussetzung für das Heil im Jenseits ist, sieht al-Muhāsibī durch einen Hadith als erwiesen an, der besagt, dass Mohammed einem Mann, der ihm nach dem Mittel für die Rettung fragte, antwortete: „Dass du nicht nach dem handelst, was Gott Dir befohlen hat, wenn Du es damit auf die Menschen abgesehen hast.“ Hieraus und aus anderen einschlägigen Hadithen leitete al-Muhāsibī auch seine Definition von Riyā' ab. Beweis dafür, dass die für Menschen erbrachten religiösen Handlungen Verderben bringen, sieht er auch in dem folgenden Koranwort:

„Denjenigen, denen der Sinn nach dem diesseitigen Leben und seinem Flitter (w. Schmuck) steht, zahlen wir ihre (verdienstlichen) Handlungen (bereits) in ihm (d.h. im Diesseits) voll heim, und ihnen wird in ihm nichts abgezwackt. Das sind die, die im Jenseits nur das Höllenfeuer zu erwarten haben. Und hinfällig ist (dann) was sie in ihm (d.h. im Diesseits) gemacht, und zunichte wird, was sie (zeitlebens) getan haben.“

Um dem Riyā' zu entkommen, muss der Gläubige nach al-Muhāsibī zu dem Zeitpunkt, wenn etwas eintritt, das zum Riyā' herausfordert, sich bewusst machen, dass es Riyā' ist, und diesen dann verabscheuen. Josef van Ess sieht es als erwiesen an, dass „die Vertiefung des ganzen Begriffskomplexes riyāʾ“ die Leistung al-Muhāsibīs ist.

#### Riyā'-Traditionen in Hadith-Sammlungen
Riyā' ist auch Gegenstand verschiedener Abschnitte in den kanonischen Hadith-Sammlungen. Häufig tritt hier neben Riyā' das arabische Wort sumʿa, das analog dazu als "Ohrendienst" übersetzt werden kann. So führt Muslim ibn al-Haddschādsch (gest. 875) in seinem Ṣaḥīḥ einen Hadith von Abū Huraira an, demzufolge derjenige, der für Augendienst und Ohrendienst (riyāʾ wa-sumʿa) kämpft und den Märtyrertod erleidet, die Hölle verdient. Und Muhammad ibn ʿĪsā at-Tirmidhī (gest. 892) hat in sein Kitāb aš-Šamāʾil einen Hadith aufgenommen, demzufolge der Prophet beim Haddsch auf einem schäbigen Sattel im Wert von nur vier Dirham ritt und dann Gott darum bat, dass er seine Wallfahrt zu einem Haddsch ohne Augen- und Ohrendienst machen möge.
Besonders viele Riyā'-bezogene Traditionen werden in dem Werk Šuʿab al-īman von al-Baihaqī (gest. 1066) präsentiert, dessen 45. Kapitel sich mit „der Aufrichtigkeit des Handelns für Gott und der Unterlassung von Augendienst“ (iḫlāṣ al-ʿamal li-Llāh wa-tark ar-riyāʾ) befasst. Al-Baihaqī erwähnt in diesem Kapitel nicht nur Hadithe, sondern auch Logien von verschiedenen Asketen und Meistern wie al-Hasan al-Basrī, Sufyān ath-Thaurī, Fudail ibn ʿIyād, Dhū n-Nūn al-Misrī, Sarī al-Saqatī, Sahl at-Tustarī, al-Dschunaid usw., die dem Themenkreis Riyā' zugehören. Nach einer Anekdote, die al-Baihaqī in seinem Werk anführt, kam Abū Yaʿqūb Ibn Rāhawaih (gest. 853) einmal zu dem tahiridischen Herrscher ʿAbdallāh ibn Tāhir, wobei er eine Dattel im Ärmel hatte, die er aß. Der Herrscher sagte darauf zu ihm: "O Abū Yaʿqūb, wenn deine Unterlassung des Riyā' nicht selbst Riyā' ist, dann gibt es auf der Welt niemanden, der weniger Riyā' betreibt als Du." Die Anekdote zeigt, dass schon dieser Zeit ein Bewusstsein dafür existierte, dass Bemühung um Unterlassung von Riyā' gleichfalls Riyā' darstellen konnte.

#### al-Ghazālī
Auch al-Ghazālī (gest. 1111) befasste sich ausführlich mit Riyā'. Er widmete das 28. Buch seines Hauptwerks Iḥyāʾ ʿulūm ad-dīn der „Missbilligung von Ruhm und Zurschaustellung“ (ḏamm al-ǧāh wa-r-riyāʾ). Al-Ghazālī beginnt seine Ausführungen mit der Aussage, dass Riyā' verboten und der Augendiener (al-murāʾī) bei Gott verhasst sei. Bei frommen Handlungen wie der Sadaqa, der Salāt, dem Fasten, dem Ghazw und dem Haddsch gelte, dass sie, wenn der Handelnde allein die Zurschaustellung beabsichtige, unwirksam seien, da die Handlungen nach den zugrundeliegenden Absichten beurteilt werden. Wenn der Handelnde hingegen jenseitigen Lohn und Lob gleichzeitig erstrebe, dann gelte das, was Saʿīd ibn al-Musaiyab gesagt habe, dass es nämlich dafür keinen jenseitigen Lohn gebe.
In seinen Ausführungen über Riyā' knüpft al-Ghazālī stark an al-Muhāsibī an, systematisiert das Material aber noch stärker (siehe unten). In einem eigenen Abschnitt legt er dar, dass die Unterlassung von Gehorsamshandlungen aus Furcht vor Riyā' keine Lösung des Problems ist, weil sie selbst wiederum Riyā' darstellt. Es bestehe nämlich kein Unterschied zwischen dem Unterlassen einer Gehorsamshandlung aus Furcht, dass man von den Leuten als Augendiener betrachtet werde, und dem schönen Ausführen einer Gehorsamshandlung aus Furcht, dass man von ihnen für nachlässig gehalten werde. Die Rettung liege allein darin, dass man seinem Herzen auferlege, das Übel des Riyā' zu erkennen.
Al-Ghazālī behandelt Riyā' noch an anderen Stellen in seinem Hauptwerk. So äußert er an einer Stelle, dass Riyā' Heuchelei (nifāq) gleichkomme und auf der gleichen Stufe wie Widersetzlichkeit (ʿiṣyān) stehe. In seinem Buch über die "Missbilligung des Stolzes" (ḏamm al-ġurūr) weist er darauf hin, dass man bei der Predigt über den Riyā' selbst wiederum dem Riyā' verfallen könne.

### Bedeutung in der späteren islamischen Frömmigkeit
Zu den wichtigsten islamischen Bewegungen, die sich gegen Riyā' richteten, gehörte die Malāmatīya in Chorasan. Als Abū ʿAmr Ismāʿīl ibn Nudschaid (gest. 977), ein bedeutender Vertreter dieser Bewegung, einmal gefragt wurde, ob der Malāmatī eine besondere Eigenschaft habe, antwortete er: "Ja, er leistet im Äußeren keinen Augendienst, maßt sich im Inneren nichts an, und nichts verharrt bei ihm." Außerdem wird von ihm der Ausspruch überliefert: "Der Mensch erreicht erst dann etwas von dem Rang der Leute, wenn alle seine Handlungen vor ihm als Augendienst gelten und alle seine Zustände als Anmaßungen". Richard Hartmann urteilte, dass sich "die ganze Tendenz des Malāmītums" gegen Riyā' und Anmaßung (daʿwā) richtete und kaum etwas das "Wesen des Malāmītums" so knapp und klar zum Ausdruck bringe wie die Ablehnung der mit den beiden Begriffen bezeichneten Haltungen.
Zwar haben sich die Begründer des Sufitums sehr kritisch mit dem Riyā' auseinandergesetzt, doch standen in späterer Zeit Sufis teilweise selbst im Ruf, Frömmigkeit ostentativ zur Schau zu stellen. So schreibt der mekkanische Gelehrte ʿAlī al-Qārī (gest. 1606) in einem seiner Manāsik-Werke über den Umlauf um die Kaaba: „Fernerhin ist bekannt, was bei ihm an Augendienst (riyāʾ), Ohrendienst (sumʿa), Stolz, Selbstgefälligkeit und lautem Rufen bei ihm vorkommt, besonders wenn es sich um Personen handelt, die in Gestalt von Studierenden (ṭalabat al-ʿilm) oder Sufis auftreten.“ Die richtige Haltung meinte al-Qārī dagegen bei den Vertretern des Naqschbandīya-Ordens zu finden, dem er selbst zugehörte. So schreibt er in seinem Kommentar zu at-Tirmidhīs Kitāb aš-Šamāʾil: „Was die Naqschbandīya anlangt, so ist ihr Hauptziel die Verhüllung ihres Zustandes und die Entfernung von Augen- und Ohrendienst bei ihren Taten“.
Auch heute noch spielt das Prinzip der Vermeidung von Riyā' eine wichtige Rolle in der islamischen Frömmigkeit. In Indonesien zum Beispiel ist es Thema von religiösen Ratgebern frommer Zirkel, die sich zu gemeinsamen Koranlesungen treffen. Einige junge Muslime haben wegen dieses Prinzips auch Skrupel, an kollektiven Aktivitäten teilzunehmen, bei denen in den sozialen Medien über eigene fromme Handlungen wie etwa Koranrezitationen oder Sadaqa-Spenden berichtet wird. Sadaqa-Spenden leisten viele Muslime lieber anonym, um sich nicht der Gefahr des Riyā' auszusetzen. Einige Organisatoren von Online-Koranlesegruppen haben, um die Gefahr von Riyā' zu vermeiden, das Meldesystem in der Weise verändert, dass die Mitglieder nur dann Meldung machen, wenn sie es nicht geschafft haben, den ihnen zugewiesenen Leseabschnitt des Korans zu lesen.

## Systematisierungen des Riyā'

### Offenkundiger und verdeckter Riyā'
Al-Ghazālī erklärt, dass es zwei Formen von Riyā' gebe, offenkundigen (ǧalīy) und verdeckten (ḫafīy). Diese Unterscheidung ist eine der frühesten, die beim Riyā' getroffen wurde. Al-Muhāsibī zitiert Wahb ibn Munabbih (gest. 732) mit der Aussage: „Der offenkundige Augendienst ist eine Lüge, der verborgene eine List“ (ar-riyāʾ abyanu-hū kiḏb, wa-aḫfā-hu makīda). Dies erklärt er damit, dass der Augendienst demjenigen verborgen bleibe, der nachlässig sei, und demjenigen klar werde, der ihn mit Wissen überprüfe und mit Erkenntnis betrachte. Julian Oberman übersetzt aufgrund solcher Aussagen riyāʾ ḫafī mit "unbewusste Geltungssucht".
Nach einem Hadith, den Ahmad ibn Hanbal und Abū l-Qāsim at-Tabarānī überliefern, bildet der Riyā' feine Verunreinigungen (šawāʾib), die verborgener sind als das Krabbeln der Ameisen (dabīb an-naml). Al-Ghazālī erklärt, dass dies zur Härte (šidda) des Riyā' gehöre. Auf diesen Verunreinigungen glitten die großen Gelehrten aus, ganz zu schweigen von den einfachen Gläubigen, die nicht um die Übel der Triebseelen und die Gefahren für die Herzen wüssten. Al-Ghazālī erklärt, dass der offenkundige Riyā' derjenige sei, der einen zum Werk antreibe, selbst wenn man noch jenseitigen Lohn anstrebe. Etwas verdeckter sei derjenige Riyā', der einen allein nicht zum Werk antreibe, einem jedoch das Werk erleichtere, mit dem man das Angesicht Gottes erstrebe. Als Beispiel nennt al-Ghazālī jemanden, der die Nacht gewöhnlich mit Gebet zubringt und dabei Beschwerlichkeit empfindet, dem aber, wenn ein Gast bei ihm absteigt, das Nachtgebet leichtfällt. Noch verdeckter sei derjenige Riyā', der keinen Einfluss auf das Werk habe und einem auch nicht seine Verrichtung erleichtere, jedoch tief im Herzen verborgen sei. Man könne ihn nur an bestimmten Zeichen (ʿalāmāt) erkennen. Das klarste Zeichen für den verdeckten Riyā' sei, dass man sich darüber freue, wenn andere Menschen von der eigenen gottesdienstlichen Handlung erführen. Noch verdeckter sei derjenige Riyā', bei dem man sich verstecke und sich nicht über die Sichtbarkeit des eigenen Gottesdiensts freue, jedoch dann, wenn man Leute sehe, es gerne habe, wenn sie einen zuerst grüßen, besonders respektvoll behandeln, mit Lob überhäufen, einem die Wünsche erfüllen, bei Handelsgeschäften entgegenkommen und einem Platz machen, umgekehrt aber verärgert sei, wenn all das nicht geschehe, weil man den Respekt, der einem entgegengebracht wird, mit dem Gottesdienst, den man verbirgt, verrechnet. Alle diese Dinge, so erklärt al-Ghazālī, seien nahe daran, den jenseitigen Lohn zunichtezumachen.

### Die fünf Bereiche des Riyā'
Insgesamt nennen al-Muhāsibī und al-Ghazālī fünf Bereiche der Zurschaustellung: den Körper (badan), das Äußere (zīy), die Rede (qaul), die Handlung (ʿamal) und die Gesellschaft (ṣaḥāba), in der man sich befindet. Dafür nennen sie die folgenden Beispiele:
1. Körper. Mit dem Zeigen von Auszehrung und Blässe könne man den Eindruck von Anstrengung, großer Betrübnis um die Sache der Religion und großer Furcht vor dem Jenseits vermitteln[49] und suggerieren, dass man viel faste und die Nächte wachend und betend verbringe.[50] Al-Muhāsibī zitiert in diesem Zusammenhang das angebliche Jesus-Wort: "So einer von euch fastet, salbe er sein Haupt und kämme sein Haar und schminke sein Auge". Josef van Ess sieht hierin ein Echo von Mt 6,16 EU.
2. Äußeres. Al-Muhāsibī erklärt, dass man dadurch, dass man mit zerzaustem Haar, abrasiertem Schnurrbart und ausgezupftem Haar erscheine, den Eindruck erwecken könne, im Äußeren dem Propheten zu folgen. Mit Gebetsfleck, grober und zerschlissener Kleidung, hochgekrempelten Hosenbeinen, gekürzten Ärmeln, geflicktem Schuhwerk könne man so tun, als ob man zu den Leuten der Religion gehöre.[51] Al-Ghazālī ergänzt, dass man durch das Senken des Hauptes beim Gehen, langsame Bewegungen, das Tragen von Wolle und schmutziger und zerfetzter Kleidung vorgeben könne, dem Vorbild frommer Gottesknechte nachzueifern. Hierzu gehöre auch das Tragen des Flickenrocks, das Beten auf dem Gebetsteppich und das Tragen blauer Kleidung in Angleichung an die Sufis bei gleichzeitiger Unkenntnis der sufischen Wahrheiten, und die Vermummung des Gesichts mit einem Überwurf mit dem Ziel, Aufmerksamkeit auf sich zu ziehen.[52]
3. Rede. Zum Riyā' bei der Rede zählt al-Muhāsibī die Verkündigung von Weisheitsworten, das Argumentieren in der religiösen Disputation, das Memorieren von Hadithen, die Zurschaustellung von religiösem Wissen, das laute Sprechen des Dhikr, und das Gebieten des Rechten und Verbieten des Verwerflichen.[53] Al-Ghazālī ergänzt noch verschiedene andere Verhaltensweisen wie etwa die besserwisserische Korrektur von Personen, die Hadithe vortragen.[54]
4. Handlung. Al-Muhāsibī erklärt, dass derjenige, der den Eindruck von Frömmigkeit erwecken will, sein Gebet in die Länge zieht und dabei den Rukūʿ und Sudschūd ausdehnt. Auch langes Schweigen gehöre dazu. Beim Gehen und bei der Begegnung gebe er sich demütig, indem er die Augenlider und den Kopf senke, und beim Betteln nehme er eine respektgebietende Haltung ein. Diese Haltung gebe er sofort auf, wenn er sich unbeobachtet fühle. Dann bewege er sich wieder schneller.[55] Al-Ghazālī ergänzt, dass es Personen gebe, die auch dann, wenn sie alleine seien, eine bedächtige Haltung einnähmen, damit sie nicht beim Hinzutreten anderer Personen, ihre Haltung und Bewegungsart verändern müssten. Er meint, dass bei diesen Personen der Riyā' besonders groß sei, weil sie dies nicht aus Furcht vor Gott täten, sondern um andere Menschen zu beeindrucken.[56]
5. Gesellschaft. Einige Leute der Religion versuchen ihresgleichen auch damit zu beeindrucken, dass sie Umgang mit Gelehrten pflegen, die ihnen in Frömmigkeit und Wissen überlegen sind.[57] Einige, so erklärt al-Ghazālī, lüden einen Gelehrten nur deswegen zum Besuch ein, damit man hinterher sage, dass dieser ihn besucht habe. Andere lüden einen Herrscher ein, damit man hinterher sage, dass dieser bei ihm wegen seines hohen Rangs in der Religion Segen zu erlangen suche. Manche prahlten auch mit den zahlreichen Scheichen, die sie getroffen hätten. Mit all diesem strebe man lediglich nach Ruhm und hohem Rang in den Herzen der Menschen[58]

### Die Abstufungen des Riyā' nach al-Ghazālī
Al-Ghazālī erklärt in Iḥyāʾ ʿulūm ad-dīn, dass es beim Riyā' verschiedene Abstufungen (daraǧāt) gebe, von denen die einen schlimmer und die anderen weniger schlimm seien. Diese Unterschiede führt er auf die drei Grundelemente des Riyā' zurück, die unterschiedlich ausgeprägt sein können, nämlich (1) das Zurschaugestellte (al-murāʾā bihī), (2) das, was mit dem Zurschaugestellten erreicht werden soll (al-murāʾā li-aǧlihī), und (3) die Riyā'-Absicht selbst (nafs qaṣd ar-riyāʾ). Die Abstufungen des Riyā' teilt er nun nach den drei Grundelementen ein.

#### Nach der Riyā'-Absicht selbst
Al-Ghazālī erklärt, dass der Riyā' von dem Wunsch nach Gottesdienst und jenseitigem Lohn vollkommen losgelöst oder auch damit verbunden sein könne. Der Wunsch nach jenseitigem Lohn wiederum könne stärker oder schwächer ausgeprägt sein, so dass man ihn in vier Stufen einteilen könne:
1. Die gröbste Form des Riyā' ist die, bei der jemand überhaupt kein Interesse an jenseitigem Lohn hat. Das ist zum Beispiel bei demjenigen der Fall, der dann betet, wenn er sich unter Menschen befindet, es aber sein lässt, wenn er alleine ist, oder bei demjenigen, der unter den Menschen ohne Reinheit betet. Dieser betreibe reinen Riyā', was bei Gott verhasst sei. Ebenso verhalte es sich mit demjenigen, der die Sadaqa nur aus Furcht vor dem Tadel der Menschen gebe, es dagegen nicht tue, wenn er alleine sei. Die sei die höchste Stufe des Riyā'.
2. Bei der zweiten Stufe des Riyā' strebt die Person ebenfalls nach jenseitigem Lohn, doch ist diese Absicht nur schwach ausgeprägt, so dass im Falle, dass er allein ist, dieses Motiv nicht ausreicht, ihn zur Verrichtung der gottesdienstlichen Handlung zu bewegen. Solches Handeln sei ebenfalls sündhaft.
3. Bei der dritten Stufe sind der Wunsch nach Zurschaustellung und der Wunsch nach jenseitigem Lohn gleich stark ausgeprägt. Al-Ghazālī erklärt, dass er zwar hoffe, dass Personen, die so handelten, gerettet würden, die Traditionen jedoch eher auf das Gegenteil hinwiesen.
4. Bei der vierten Stufe hat der Wunsch nach Beeindruckung der Menschen zwar eine verstärkende Wirkung auf seine Aktivität, doch ohne ihn gibt der Mensch den Gottesdienst nicht auf. Al-Ghazāli vermutet, dass in diesem Fall der jenseitige Lohn für die Handlung nicht ganz verloren geht, aber doch entsprechend dem Anteil des Riyā' geschmälert wird.[59]

#### Nach dem Zurschaugestellten
Al-Ghazālī erklärt, dass das Zurschaugestellte die gottesdienstlichen Handlungen sind, wobei die Zurschaustellung die Grundlagen (uṣūl) der Gehorsamshandlungen (ṭāʿāt) betreffen könne oder nur ihre Eigenschaften (auṣāf).

##### Grundlagen der Gehorsamshandlungen
Die Zurschaustellung der Grundlagen von Gehorsamshandlungen stellt nach al-Ghazālī die schlimmste Form des Riyā' dar. Er unterscheidet drei Stufen:
1. Zurschaustellung des Glaubens. Sie ist die gröbste Form des Riyā', wobei derjenige, der sie begeht, auf ewig im Höllenfeuer schmoren soll. Sie liegt dann vor, wenn jemand die beiden Formeln der Schahāda spricht und den Islam vorgibt, während sein Inneres ihren Sinn in Abrede stellt. Al-Ghazālī erklärt, dass auf eine Person, die so handelt, die Koranverse gemünzt sind, die von den Munāfiqūn sprechen, wie etwa Sure 63:1 und Sure 4:142. Zwar sei Heuchelei von Personen, die zum Islam konvertieren, in seiner Zeit selten geworden, dafür gebe es aber viel Heuchelei von solchen, die sich innerlich von der Religion abgewandt hätten. Einige von ihnen leugneten Paradies, Hölle und Jenseits ab wie die Häretiker, andere behaupteten die Aufhebung der Scharia wie die Antinomisten oder glaubten an Ketzereien, während sie äußerlich den Glauben vorgaben. Von diesen Personen meint al-Ghazālī, dass sie auf ewig in die Hölle verbannt seien, weil ihr Zustand schlimmer sei als der der offenkundigen Ungläubigen.[60]
2. Zurschaustellung der grundlegenden gottesdienstlichen Handlungen bei bestehendem Glauben an die Grundlage der Religion. Auch dieses Verhalten ist gravierend bei Gott, steht jedoch weit unter der ersten Stufe. Als Beispiele nennt al-Ghazālī denjenigen, der nur dann betet, wenn er sich in einer Gruppe befindet, denjenigen, der im Ramadan die Einsamkeit sucht, um am Tag essen zu können, und denjenigen, der nur aus Furcht vor dem Tadel der Leute am Freitagsgebet teilnimmt, pietätvoll gegenüber seinen Eltern ist, oder an Ghazw-Aktivitäten oder dem Haddsch teilnimmt. Eine solche Haltung, bei der die Furcht vor den Menschen größer ist als die Furcht vor Gott, hält al-Ghazālī für extremes Unwissen (ǧahl), das hassenswert ist.[61]
3. Zurschaustellung von supererogatorischen Handlungen, die keinen Pflichtencharakter haben. Als Beispiel nennt al-Ghazālī das gewöhnliche Pflichtgebet in der Gemeinschaft, den Krankenbesuch, die Teilnahme an einem Leichenbegängnis, die Durchführung einer Totenwaschung, das Tahaddschud-Gebet in der Nacht, oder das Fasten am ʿArafa-Tag, ʿĀschūrā'-Tag, Montag oder Donnerstag. Wenn jemand diese Dinge nur tue, um das Lob der Menschen zu erhalten, sei es Riyā'. Gott wisse in diesem Fall, dass er sich im Zustand des Alleinseins nur auf die kanonischen Pflichten beschränken würde. Jemand, der sich so verhalte, unterscheide sich von dem Vorgenannten, weil er diese Dinge nicht aus Furcht vor dem Tadel der Menschen tue. Deshalb sei die jenseitige Strafe bei ihm nur halb so hoch.[62]

##### Eigenschaften der Gehorsamshandlungen
Auch hier gibt es nach al-Ghazālī drei Stufen:
1. Zurschaustellung einer Handlung, durch deren Unterlassung der Gottesdienst unvollständig wird. Als Beispiel nennt al-Ghazālī denjenigen, der danach strebt, Rukūʿ, Sudschūd und Koranlesung abzukürzen, wenn er allein ist, während er in Anwesenheit von Menschen diese Teile des Gebetes besonders sorgfältig verrichtet. Er vergleicht dieses Verhalten mit jemandem, der sich vor einem freien Menschen unflätig hinsetzt, dann aber eine besondere gerade Haltung einnimmt, wenn sein Sklavenjunge hereinkommt. Dies sei eine Bevorzugung des Sklaven gegenüber dem Herrn. In gleicher Weise verhalte es sich bei demjenigen, der die Zakāt mit minderwertigen Münzen oder minderwertigem Getreide leiste. Dies sei ebenfalls verbotener Riyā', aber weniger gravierend als die Zurschaustellung der Gehorsamshandlungen selbst.
2. Zurschaustellung von Handlungen, die zur Vervollständigung des Gottesdienstes nicht notwendig sind, wie die Ausdehnung von Rukūʿ, Sudschūd und der Koranlesung beim Gebet, der Rückzug in die Einsamkeit und langes Schweigen beim Ramadan-Fasten, die Wahl besonders hochwertiger Waren bei der Zakāt und die Freilassung besonders teuerer Sklaven im Zusammenhang mit Sühnehandlungen (kaffāra).
3. Zurschaustellung von zusätzlichen Handlungen, die aus dem Kreis der supereragorischen Handlungen (nawāfil) herausfallen. Hierzu gehört das vorzeitige Erscheinen zum gemeinsamen Gebet, das Streben nach dem Gebet in der ersten Reihe oder an der rechten Seite des Imams. All dies seien Dinge, bei denen Gott wisse, dass er das alleine nicht tun würde. All dies sei zu missbilligen.[63]

#### Nach dem Zweck der Zurschaustellung
Al-Ghazālī erklärt, dass jede Zurschaustellung einen Zweck habe (z. B. Geld, Ruhm), und man den Riyā' danach ebenfalls in drei Stufen einteilen könne:
1. Die erste und schlimmste Stufe des Riyā' liege dann vor, wenn er dazu diene, eine widersetzliche Handlung zu ermöglichen. Diese Art des Riyā' sei zum Beispiel dann gegeben, wenn jemand mit seinem Gottesdienst, seiner Frömmigkeit und Abstinenz von zweifelhaften Dingen danach strebe, eine Stellung als Treuhänder, Qādī oder Verwalter von Stiftungen oder Waisenvermögen zu erlangen, um die betreffenden Vermögenswerte dann zu veruntreuen. Oder wenn er danach strebe, dass ihm die Verteilung der Zakāt oder der Almosenzahlungen übertragen wird, um sich möglichst viel davon selbst anzueignen. Oder wenn ihm die Gelder für die Pilgerkarawane anvertraut werden und er sie dann teilweise oder ganz veruntreut oder damit die Pilger gefügig macht. Auch komme es vor, dass sich mancher nach Art eines Sufi kleide und wie ein Frommer auftrete, und in Predigten weise Reden von sich gebe, während seine eigentliche Absicht dabei sei, sich bei einer Frau oder einem Jüngling beliebt zu machen, um sich diesen in unsittlicher Weise zu nähern (wa-innamā qaṣduhu at-taḥabbub ilā mraʾatin au ġulāmin li-aǧl al-fuǧūr). Diese Leute, so erklärt al-Ghazālī, nähmen an Unterrichtsitzungen, Predigten und Koranrezitationen teil und gäben vor, an Wissenschaft und Koran interessiert zu sein, während es ihnen in Wirklichkeit nur darum gehe, Frauen und Jünglinge zu betrachten. Sie gingen auf Haddsch, um sich einer Frau oder eines Jünglings zu bemächtigen, der sich in ihrer Begleitung befindet. Diese Leute, so resümiert al-Ghazālī, seien die Gott am meisten verhassten Heuchler (abġaḍ al-murāʾīn ilā Llāh), weil sie eine Handlung, die eigentlich dem Gehorsam (ṭāʿa) gegenüber Gott dient, zum Werkzeug für eine widersetzliche Handlung (maʿṣiya) gemacht und sie als Handelsware in ihrer Frevelhaftigkeit missbraucht hätten. Ähnlich verhalte es sich mit denjenigen, die, nachdem sie ein Vergehen begangen haben, durch zur Schau gestellte Gottesfurcht danach strebten, den Verdacht von sich abzuwenden.[64]
2. Bei der zweiten Stufe dient der Riyā' dazu, einen erlaubten weltlichen Vorteil zu erlangen, wie Vermögen oder die Heirat mit einer schönen oder edlen Frau. Wer zum Beispiel Traurigkeit und Weinen zur Schau stellt und sich mit Predigt und Ermahnung beschäftigt, damit man ihm Geld schenkt und die Frauen ihn zur Heirat begehren, fällt in diese Kategorie. Auch derjenige, der die Tochter eines frommen Gelehrten heiraten will und ihm deswegen Wissen und Gottesdienst zur Schau stellt, gehört dazu. All dies, so al-Ghazālī, sei verbotener Riyā', aber nicht so schwerwiegend wie der Riyā' der ersten Kategorie.[65]
3. Bei der dritten Stufe erstrebt jemand nicht die Erlangung eines Glücks wie Vermögen oder Heirat, sondern stellt seinen Gottesdienst aus Furcht davor zur Schau, dass man ihn als minderwertig betrachten und ihn nicht zur höheren Klasse (ḫāṣṣa) und zu den Entsagenden (zuhhād) zählen könnte, sondern zum einfachen Volk (ʿāmma). Als Beispiel nennt al-Ghazālī denjenigen, der an sich schnell läuft, aber dann, wenn ihn die Leute sehen, sein Tempo drosselt und gesetzt geht, damit man Ehrfurcht vor ihm hat und nicht sagt, dass er zu den Leuten der Leichtlebigkeit gehört. Andere lehnen, wenn sie zum Essen eingeladen werden, die Einladung ab, damit man denkt, dass sie fasten. Manche sollen dabei so vorgehen, dass sie nicht klar aussprechen, dass sie fasten, sondern eine andere Entschuldigung vorbringen, damit man denkt, dass sie ihren Gottesdienst verborgen halten. Al-Ghazālī verurteilt dieses Verhalten als Kombination zweier Schlechtigkeiten (ǧamʿ ḫabīṯain), weil die betreffenden Personen erstens fälschlicherweise den Eindruck erwecken, zu fasten, dann aber auch noch vorgeben, das Prinzip des Ichlās zu verwirklichen und keine Augendienerei zu betreiben. Er erklärt, dass derjenige, der wirklich Muchlis ist, also das Prinzip des Ichlās verwirklicht, sich nicht dafür interessiert, wie die Leute von ihm denken. Wenn er keinen Wunsch nach Fasten habe und das auch Gott wisse, wolle er nicht, dass die Menschen etwas dächten, das im Widerspruch zu Gottes Wissen stehe, und dies dann zur Täuschung werde. Wenn er dagegen wirklich den Wunsch habe, für Gott zu fasten, begnüge er sich mit dem Wissen Gottes und menge ihm nichts anderes bei.[66]

### Religiöser und weltlicher Riyā'
Eine Besonderheit von al-Muhāsibī gegenüber früheren Denkern war, dass er den Riyā'-Begriff weiter fasste als sie, insofern als er damit nicht nur religiöse "Scheinheiligkeit" bezeichnete, sondern auch den Augendienst, den weltliche Menschen treiben. Bei der Beschreibung des Riyā' der weltlichen Menschen geht er wiederum die fünf Bereiche des Riyā' (Körper, Äußeres, Rede, Handlung und Gesellschaft) durch. So erklärt er in Bezug auf den Körper, dass weltliche Menschen mit ihrer Beleibtheit, frischen Farbe und aufrechten Haltung auffallen wollten. Hinsichtlich des Äußeren besteht der Riyā' der Weltmenschen darin, dass sie sich mit eleganten, lang geschnittenen Kleidern und gefärbten Tailasānen zeigen. Der Riyā' in der Rede bei den Weltmenschen sind die Eloquenz (faṣāḥa), die argumentative Stärke beim Streit über Rechte, das Memorieren von Gedichten und die schöne Stimme beim Rezitieren von Poesie und Gesang. Nach al-Muhāsibī sind es insgesamt drei Dinge, die den Menschen zum religiösen und weltlichen Riyā' verleiten: die Liebe zum Lob, die Furcht vor Tadel und Niedrigkeit und die Gier nach weltlichen Gütern. Weltlicher Riyā' ist aber nach al-Muhāsibīs Meinung harmlos, weil er nicht mit Unaufrichtigkeit verbunden ist. Er wird nur der Vollständigkeit halber zitiert. Wichtiger ist ihm der Augendienst des Frommen.
Ähnlich weit ist der Riyā'-Begriff auch bei al-Ghazālī gefasst. Er erklärt, dass die Grundlage des Riyā' „das Streben nach Rang in den Herzen der Menschen durch das Zeigen von guten Charaktereigenschaften ihnen gegenüber“ ist. Der Name sei aber durch Gewohnheit auf das Streben nach Rang in den Herzen durch die Zurschaustellung von gottesdienstlichen Handlungen (ʿibādāt) beschränkt. Er spezifiziert, dass nur die Zurschaustellung von frommen Handlungen (ʿibādāt) verboten sei, nicht jedoch die Zurschaustellung anderer Dinge. Die schöne Kleidung zum Beispiel, die der Mensch anziehe, wenn er zu den Leuten heraustrete, sei nicht verboten, weil es keine Zurschaustellung von Frömmigkeit, sondern von Wohlstand sei.
Neben denjenigen, die religiösen Riyā' treiben, und denjenigen, die weltlichen Riyā' üben, nennt al-Muhāsibī noch eine dritte Klasse von Leuten, diejenigen nämlich, die sowohl im religiösen als auch im weltlichen Bereich Lob einstreichen wollten. Diese tragen nach seiner Beschreibung gute Kleidung, krempeln sie aber hoch; sie tragen gute Sandalen, aber nach einem anderen Schnitt als dem der Menge, so dass sie trotz ihrer Qualität der Tracht der Leute der Religion entsprechen. Sie tragen gute Kleider, die sowohl bei frommen als auch bei weltlichen Menschen gebilligt werden, weil sie bei beiden Ansehen zu gewinnen suchen. Andere Personen dieser Klasse versuchen einerseits die Herrschenden zu beeindrucken, indem sie besonders ausgefeilte Kleidung tragen oder ein besonders schönes Reittier haben, und sitzen andererseits gekünstelt (taṣannūʿan) mit den Frommen zusammen, um sich mit ihnen zu schmücken.